# 乙女塾 (トランスジェンダー支援スクール)
乙女塾（おとめじゅく）は、年齢や性別に関わらず自分らしさを育む学びの場。「女の子らしくなりたい」と思う人であればセクシュアリティを問わずにレッスンを受けることができる。マンツーマンレッスンを主体とし、ボイスレッスンやメイク講座などを設ける。女装・女性化に興味を持っている人や実際に女装をする人、トランスジェンダー当事者を中心に、女性らしさを磨きたい女性なども参加。就職活動を控えた学生層と40代後半の参加者が多い。2022年3月現在、受講生はのべ1000人に及ぶという。菅公学生服「カンコー学生服研究所」のパートナー。

## 沿革・活動
西原さつきは自身の経験から「女性化」するための所作や発声法などを教えるため、乙女塾を2016年6月に設立。2017年11月5日に女の子クラブで「乙女塾入塾説明会」を開催し、同年11月17日に新宿で正式に開業。2017年当時は女性らしい仕草や歩き方、マナーを身に付ける「女性化コース」、男性の骨格でも女性らしく化粧を施す「メイク講座」、女声を鍛える「ボイスコース」、ほか「女装体験コース」や「女装体験コース」を設けていた。
参加者の年齢層は10代・20代と40代以降が多いが、少年から中年まで広い年齢層を集め、女性らしさを磨きたい女性も参加している。メイク講座では男性の骨格に合わせたメイクを教えている。ボイスコースでは発声練習や声の出し方だけでなく、抑揚があり柔らかい語尾の女性的な話し方も教えているという。2018年8月13日に日本テレビの番組「深イイ話&しゃべくり007」 に西原が出演した際には、乙女塾も紹介された。
乙女塾として「西原さつきFRIDAY by 乙女塾」（マルイ有楽町店「ジェンダーフリーハウス」、2019年2-3月、金曜日限定）や「西原さつきプロデュース 乙女塾福袋」（DAIMARU梅田店、2020年2月16日）といったイベントにも参画。また、2019年3月のGID学会第21回研究大会・総会の中で、資生堂が「楽しく知るスキンケア&メイキャップHOWTO」を開催した際には、乙女塾から西原とNAOがスペシャルゲストとして講演。LGBTに関するネットニュースの監修も手掛けている。
2019年に会場を下北沢へ移転。2020年のコロナ禍では、当初は予約キャンセルが相次いだものの、オンライン講習の実施により遠方の参加者が増え、月100名になるようになったという。また、西原は「コミュニティ」や「場」としての乙女塾を再認識したと語っている。日本国外からの問い合わせや外国人の受講もあり、FTM（Female To Man）トランスジェンダーやノンバイナリーの人も訪れているという。
2022年3月時点で受講生は延べ1000人に及ぶという。2023年9月現在は、ボイスレッスン、メイクレッスン、女子トーククラス、ヘアアレンジクラス、キッチンレッスン、地方遠征、交流会といった活動を行っている。

## 主なスタッフ
西原さつき

ボイス担当。乙女塾の設立者で、当初は代表講師。愛称は「さつきぽん」。モデル、女優、タレント、コメンテーターとしても活動。Miss International Queenに出場し、2013・2015年に本選上位10名入賞、2015年にミス・フォトジェニック賞を受賞。ドラマや映画のトランスジェンダー役を務めた志尊淳やムロツヨシ、草彅剛、北村有起哉らの演技指導も担当し、草彅主演の映画『ミッドナイトスワン』では脚本監修も務めた。ドラマ『女子的生活』や映画『You decide.』に出演し、学生や一般向けの講演でも活動。
NAO
メイクアップ担当で、2016年の創立メンバー。資生堂が2019年3月のGID学会第21回研究大会・総会で開催した「楽しく知るスキンケア&メイキャップHOWTO」において、西原ともにスペシャルゲストとして講演。同年3月30日に渋谷ヒカリエで開催されたLGBTの就職活動を支援する「JobRainbow」では、「就活生のためのメイクアップブース」でメイク指導を担当した。また、牧村朝子がドラァグキングを意識して男装した際のメイクも手掛けている。
山岸悠太郎
カメラ担当。西原やサリー楓も出演した、東京大学の安田講堂で安冨歩らによって2018年6月3日に開催されたファッションショーでは、山岸も写真を撮影・提供。ほか、西原が東京レインボープライドで資生堂のメイクアップショーでモデルを務めた際や、LGBTについて講演した際にも、写真を撮影・提供している。
ゆーこ（水谷ゆうこ）
キッチン担当。乙女塾の元受講生。大学卒業後は調理師の専門学校に通い、乙女塾には手作りのお菓子を持って来ていた。交流会では料理を振る舞い、料理教室を担当するようになる。コロナ禍の2020年に性別適合手術に臨んだ。千葉雄大がトランスジェンダー役を務めたNHK『ちょいドラ2019』の「尽くす女」は、ゆーこの人生をドラマ化したもの。
LIE
イラスト/デザイン担当。LIEはアーティスト名で、西原の著書『女の子って魔法だよね』のイラストも担当。2020年4月11日の『中日新聞』に取材記事が掲載される。乙女塾のロゴは「可愛いを叶える夢の魔法」と「色んな輝き方があることを伝えたい」がコンセプトで、魔法陣や宝石、コンパクトにも見えるようにデザインしたという。

## 主な受講生
サリー楓（畑島楓）
大学院生時代に男性から女性になることを決意し、乙女塾でメイクや服選びの指導を仰ぐ。東大安田講堂のファッションショーにも出演し、Miss International Queen日本予選に出場。自身のドキュメンタリー映画『You decide.』（杉岡太樹 監督）に本人役で主演。同作にははるな愛や西村宏堂、西原さつきも出演し、「ロサンゼルス・ダイバーシティ・フィルムフェスティバル2020」に出品されてベストドキュメンタリー賞を受賞している。トランスジェンダーの就職活動をテーマにしたパンテーンの新聞広告やテレビCMにも出演。2022年3月現在、乙女塾の活動に協力する「PARTNER」を務める。
ゆーこ（水谷ゆうこ）
#主なスタッフを参照。